# Taşburun, Karakoyunlu
Taşburun là một thị trấn thuộc huyện Karakoyunlu, tỉnh Iğdır, Thổ Nhĩ Kỳ. Dân số thời điểm năm 2011 là 1.882 người.